# Psihro pećina
Psihro pećina, Dikteon pećina (na grčkom: Δικταίο Άντρο) ili Zevsova pećina jedna je od najpoznatijih pećina, od 3.000 koliko ih ima ostrvu Kritu u Grčkoj. Smatra se da je pećina dugo poštovana kao sveto mesto i mesto hodočašća. Iako ovo nije jedina pećina na Kritu za koju se prema mitologiji tvrdi da je mesto Zevsovog odrastanja, vreme je pokazalo da ona najviše privlači ljude iz svih krajeva sveta.

## Mitologija i arheološka istraživanja
Grčka mitologija navodi da je mesto Zevsovog rođenja u selu Psihro, po kojem je kasnije i pećina dobila ime „Psihro pećina”, mada je ona turistima poznatija pod nazivom „Zevsova pećina”. Međutim na Kritu postoje i druga mesta koja su posvećena Zevsu.
Mitologija dalje govori da je Zevs ovde čuvan u tajnosti i to po naređenju njegove majke Ree, kako bi ga zaštitila od njegovog oca, jer je on bio poznat po tome što je jeo svoju decu odmah nakon rođenja. Inače, kako je vremenom kritska religija pokazivala prelazak od kulta žena do muškarca, u početku, se sve baziralo na kultu žene i rađanju, dok se kasnije sve pomerilo kao svadbenim običajima odnosno na muškarcima. Životinje i ptice pojavljuju se takođe kao kult figure, a naročito je čest simbol bika.
Prema nekim pričama ovde je takođe dolazila i Bogorodica, koja je poslednje godine života provodila u kući blizu Efesa.
Psihro pećina se povezuje sa tim mitom tek krajem 19. veka, kada su izvršena prva iskopavanja u kojima je otkriven veliki broj statua posvećene starogrčkom bogu Zevsu.
Prva iskopavanja u pećini izvršena su 1886. godine, a sledila su sledeća 1895. i 1900. godine. Pored Zevsovih statueta, otkrivena je i keramika iz rane minojske civilizacije i post-rimskog razdoblja.

U pećini se može videti tirkizno malo jezero, koje je predstavljeno kao Zevsov krevet.
Turistima je naročito zanimljiva legenda koja kaže da ukoliko bacite novčić u malo jezerce na dnu pećine, Zevs će vam ispuniti želju.

## Istorija
Kultna praksa u pećini verovatno je započela u ranom minojskom periodu (2800.-2300. godinei p. n. e.) - mada su u predvorju sačuvani tragovi još ranijeg korišćenja - ali najvažniji nalazi datiraju se iz srednjeg minojskog perioda (1800. godina p. n. e) i kasnije, kroz mnogo vekova, sve do geometrijskog perioda (8. vek p. n. e) i orijentalističkog-arhaičnog perioda (7. do 6. vek p. n. e.). Nalazi dokazuju da je pećina bila posećivana i u rimskom razdoblju.
Nakon što su u poslednjim decenijama 19. veka, stanovnici područja oko pećine pronašli drevne predmete u pećini; to je 1886. godine na ovaj lokalitet dovelo arheologe Joseph Chatzidakis i F. Halbherra koji su vršili prva iskopavanja, ali ne u velikom obimu. Pećinu su istraživali i A. Evans 1897, J. Demargne i G. Hogarth 1899, ali sistematsko iskopavanje do dans još nije izvršeno. Nalazi otkriveni tokom legalnih i ilegalnih iskopavanja (gotovo svi) su 1961. godine evidentirani od strane  J. Boardmana, i danas izloženi Arheološkom muzeju u Iraklionu.

## Položaj
Psihro pećina se nalazi na planini  Dikti u istočnom delu ostrva Krit, sa koje se pruža predivan pogled na visoravan Lasiti. 
Geografski položaj
- Sverna geografska širina — 35° 09′ 46″ N
- Istočna geografska dužina — 25° 26′ 42″ E
- Nadmorska visina — 1025 m

Zbog velike visine i kamenitog terena put do pećine nije jednostavan,. Za neke posetioce prava je avantura, doći do visoravni ispred uskog ulaza u pećinu. Prvo treba savladati putanju do vrha planine (1025 m), i ulaza u pečinu — dugim kamenim i visokim stepenicama ili na leđima magarca. Zatim se ulazi u pećinu, i spušta opet dugim stepenicama do dna, na kome se nalazi malo jezerce.

## Izgled
Kada se uđe u pećinu, sa desne strane je predvorje veličine 42 x 19 m, sa pravougaonim oltarom, visine 1 m, izgrađenim od poljskog kamenja; iz neolitskog perioda, ranog minojskog (2800—2200. godine p. n. e.) ili srednje minojskog doba (2200—1550. godine p. n. e.). U severnom delu predvorja, na nižem nivou, formiran je prostor u kome se nalazila nepravilna kamena ograda s tragovima grubo popločanog poda, najverovatnije neka vrsta temenosa.
Na predvorje sa nadovezuje velika dvorana dimenzija 84 x 38 m, sa nagnutim podom i malom nišom koja vodi u manju komoru nazvanu „Zevsov liknon”. Veća niša je dimenzija 25 x 12 m i nalazi se sa   desne strane dvoane i podeljena je na dva dela: jedan, koji ima mali bazen (jezerce), i drugi vrlo impresivan obložen stalaktitima, poznatim kao „Zevsov plašt”. Unutar glavne dvorane istraživanjem je pronađeno mnoštvo „ponuda vernika”  (obrednih predmeta), uglavnom bronzanih figurica, bodeža, strelica i dvostrukih sekira. Brojne „ponude” iz ove pećine sada su izložena u muzeju u Iraklionu i Ašmoleanskom muzeju u Oksfordu.
- Velika dvorana (84 x 38 m)
- Manja dvorana sa jezercetom (25 x 12 m)
- „Zevsov plašt”, pećinski nakit

## Informacije za turiste
Letnje radno vreme
U letnjem periodu pećina je otvorena za posetioce od 1. aprila do 14. oktobra, od 8.00 — 20.00 časova.
Zimsko radno vreme
U zimskom periodu pećina je otvorena za posetioce od 15. oktobra do 31. marta, od 08.30 — 15.00 časova

## Literatura
- Jones, Donald W. 1999 Peak Sanctuaries and Sacred Caves in Minoan Crete  91-7081-153-9
- Dawkins, W. Boyd (1902). Remains of Animals Found in the Dictaean Cave in 1901. Royal Anthropological Institute of Great Britain and Ireland. 32
- Evans, Arthur (1897). Further discoveries of Cretan and Aegean scripts.
- Halbherr, F.; P. Orsi (1888). Scoperte nell' Antro di Psychro: Museo dell' Antichità Classico
- Hesíodo (2010). Teogonia. São Paulo: Martin Claret.  978-85-7232-708-4
- Hogarth, D.G. (1900). «The Cave of Psychro in Crete». The Journal of the Anthropological Institute of Great Britain and Ireland. 30
- Nilsson, Martin Persson (1971). The Minoan-Mycenaean religion and its survival in Greek religion.
- Pseudo-Apolodoro (I ou II (século)). Biblioteca.
- Watrous, L. Vance; H. Blitzer (1982). Lasithi: A History of Settlement on a Highland Plain in Crete.

## Spoljašnje veze
Mediji vezani za članak Psihro pećina na Vikimedijinoj ostavi